# Донникарни

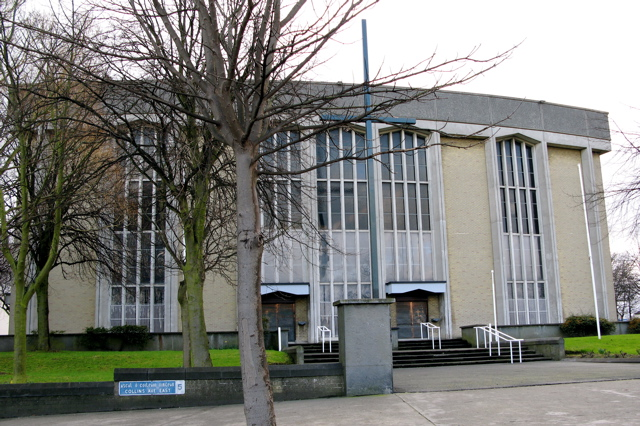
Местная церковь

Донникарни (англ. Donnycarney; ирл. Domhnach Cearna, «церковь Карни») — городской район Дублина в Ирландии, находится в административном графстве Дублин (провинция Ленстер).

## Известные уроженцы
- Маккенна, Барни — ирландский фолк-певец